# Эпидемия (телесериал)
«Эпиде́мия» — российский научно-фантастический драматический телесериал (и также полнометражный фильм «Эпиде́мия. Вонго́зеро»), снятый по мотивам дебютного романа российской писательницы Яны Вагнер «Вонгозеро» (2011), переведённого на двенадцать языков.
Премьера сериала состоялась 14 ноября 2019 года в российском онлайн-кинотеатре Premier. Первые четыре серии размещались на платформе еженедельно по четвергам, серии № 5-8 — еженедельно по пятницам. Заключительная серия первого сезона вышла 3 января 2020 года. Сезон завершился интригующим обрывом повествования. Телевизионная премьера состоялась 12 октября 2020 года на канале «ТВ-3» в 19:30. Серии выходили в эфир с понедельника по четверг.
Премьера двух первых серий второго сезона состоялась 21 апреля 2022 года в онлайн-кинотеатре Premier. Новые серии размещались еженедельно по четвергам. Финальная серия второго сезона вышла 2 июня 2022 года и завершилась интригующим обрывом повествования. 30 мая 2022 года на канале ТНТ в 22:00 состоялась телевизионная премьера второго сезона. Серии выходили в эфир с понедельника по четверг. 7 ноября 2022 года на телеканале ТВ-3 состоялась премьера режиссёрской версии второго сезона, состоящей из 9 серий.

## Сюжет
Жителей Москвы поражает неизвестный смертельный вирус, главными симптомами которого являются кашель и обесцвечивание глаз, а через три-четыре дня наступает летальный исход. Как противостоять инфекции, никто не знает. Столицу охватывает эпидемия, постепенно превращающая её в город мёртвых: в СМИ занижают количество заболевших, деньги теряют свою ценность, неизвестные вооруженные люди изолируют здания с людьми на карантин, орудуют банды мародёров, те, кто ещё не заражён, отчаянно сражаются за еду и бензин, начинает царить хаос и беззаконие. Город закрывают на карантин, все въезды в него перекрыты.
Спасаясь от эпидемии, Сергей вместе со своей новой возлюбленной, её сыном Мишей, родным сыном, бывшей женой, так и не сумевшей его простить, отцом и примкнувшими к ним соседями отправляются в Карелию. Там, на необитаемом острове, посреди Вонгозера, они хотят спрятаться от угрозы заражения в корабле-убежище.
На фоне страшной глобальной катастрофы разыгрывается ещё и жестокая семейная драма. Люди, которые в обычной ситуации никогда не оказались бы под одной крышей, теперь должны объединиться, чтобы попытаться убежать от разрастающейся эпидемии. На пути им предстоит не только столкнуться с различными опасностями, но и преодолеть семейные неурядицы, научиться не только выживать, но и прощать…

## В ролях

### Основной состав
= Главная роль в сезоне
     = Второстепенная роль в сезоне
     = Гостевая роль в сезоне
     = Не появляется
| Актёр              | Персонаж                                                                         | Появление в сезонах | Появление в сезонах | Появление в сезонах |
| Актёр              | Персонаж                                                                         | 1                   | 2                   | Эпизоды             |
| ------------------ | -------------------------------------------------------------------------------- | ------------------- | ------------------- | ------------------- |
| Кирилл Кяро        | Сергей                                                                           | 8                   | 8                   | 16                  |
| Виктория Исакова   | Анна                                                                             | 8                   | 2                   | 10                  |
| Марьяна Спивак     | Ирина, бывшая жена Сергея, мать Антона                                           | 8                   | 8                   | 16                  |
| Александр Робак    | Леонид Кубасов, сосед Сергея                                                     | 8                   | 7                   | 15                  |
| Наталья Земцова    | Марина Кубасова, жена Леонида, мачеха Полины                                     | 8                   | 8                   | 16                  |
| Юрий Кузнецов      | Борис Михайлович, отец Сергея                                                    | 7                   | 1                   | 8                   |
| Виктория Агалакова | Полина Кубасова, дочь Леонида, падчерица Марины                                  | 8                   | 8                   | 16                  |
| Эльдар Калимулин   | Миша, сын Анны от первого брака, страдающий расстройством аутистического спектра | 8                   | 8                   | 16                  |
| Савелий Кудряшов   | Антон, сын Сергея и Ирины                                                        | 8                   | 8                   | 16                  |
| Александр Яценко   | Павел, врач «скорой помощи»                                                      | 5                   | 1                   | 6                   |
| Анна Михалкова     | Ольга Семёнова                                                                   | 1                   |                     | 1                   |
| Юра Борисов        | Женя Королёв, сержант спецназа                                                   |                     | 7                   | 7                   |
| Виктория Дроздова  | Настя                                                                            |                     | 8                   | 8                   |
| Всего эпизодов     | Всего эпизодов                                                                   | 8                   | 8                   | 16                  |

### Второстепенные роли
| Актёр                   | Персонаж                                                                 | Появление в сезонах | Появление в сезонах | Появление в сезонах |
| Актёр                   | Персонаж                                                                 | 1                   | 2                   | Эпизоды             |
| ----------------------- | ------------------------------------------------------------------------ | ------------------- | ------------------- | ------------------- |
| Аля Никулина            | Нина Васильевна, мать Ирины                                              | 1                   |                     | 1                   |
| Константин Балакирев    | Игорь                                                                    | 2                   |                     | 2                   |
| Альбина Тиханова        | заслуженный ветеринар Тверской области                                   | 1                   |                     | 1                   |
| Евгений Сытый           | водитель автомобиля «скорой помощи»                                      | 1                   |                     | 1                   |
| Ольга Хохлова           | повар в караоке-кафе «Эдем»                                              | 1                   |                     | 1                   |
| Алексей Дмитриев        | немой водитель снегоуборочной машины                                     | 1                   |                     | 1                   |
| Игорь Савочкин          | военный в отставке                                                       | 1                   |                     | 1                   |
| Екатерина Васильева     | тётка                                                                    | 2                   |                     | 2                   |
| Павел Ворожцов          | мужик                                                                    | 1                   |                     | 1                   |
| Тимофей Спивак          | старец                                                                   | 1                   |                     | 1                   |
| Никита Еленев           | Тарас                                                                    |                     | 2                   | 2                   |
| Виктория Клинкова       | Алёна                                                                    |                     | 2                   | 2                   |
| Юлия Ендроссек          | Соня                                                                     |                     | 2                   | 2                   |
| Аскар Ильясов           | Эзис                                                                     |                     | 2                   | 2                   |
| Владимир Гусев          | Лёха, брат Жени                                                          |                     | 3                   | 3                   |
| Иван Босильчич          | Рикардо                                                                  |                     | 1                   | 1                   |
| Александр Яцко          | Волхв                                                                    |                     | 1                   | 1                   |
| Сергей Горобченко       | Елисей                                                                   |                     | 1                   | 1                   |
| Роман Маякин            | Богдан                                                                   |                     | 1                   | 1                   |
| Вячеслав Щенин          | Иван                                                                     |                     | 1                   | 1                   |
| Алексей Усольцев        | младший брат Волхва                                                      |                     | 1                   | 1                   |
| Никита Языков           | Горислав                                                                 |                     | 1                   | 1                   |
| Ирина Лукина (Касамара) | Любава, дочь Ивана                                                       |                     | 1                   | 1                   |
| Мария Елсукова          | Лебедь, жена Елисея                                                      |                     | 1                   | 1                   |
| Пану Миккола            | Аки                                                                      |                     | 1                   | 1                   |
| Сеппо Пааянен           | Йохан                                                                    |                     | 1                   | 1                   |
| Екатерина Виноградова   | Лена, первая жена Леонида, мама Полины                                   |                     | 1                   | 1                   |
| Александр Кижаев        | Родион, муж Люды, папа Нины, православный паломник                       |                     | 1                   | 1                   |
| Александра Кижаева      | Люда, жена Родиона, мама Нины                                            |                     | 1                   | 1                   |
| Полина Бахтигозина      | Нина, дочь Родиона и Люды                                                |                     | 1                   | 1                   |
| Сергей Шнырёв           | Павел Дягтерёв (Палыч), генерал-майор русской армии                      |                     | 2                   | 2                   |
| Фанг Ю                  | Дэшен Линь, руководитель операции по разоружению ядерных объектов России |                     | 2                   | 2                   |
| Никита Абдулов          | Лопарёв                                                                  |                     | 2                   | 2                   |
| Захар Штанько           | Старшина                                                                 |                     | 2                   | 2                   |
| Бесо Гатаев             | Бесо (Шкаф)                                                              |                     | 2                   | 2                   |
| Михаил Новиков          | Ганс                                                                     |                     | 2                   | 2                   |
| Дмитрий Гудочкин        | Юрий Сидоров                                                             |                     | 1                   | 1                   |
| Николай Ясулович        | Филька                                                                   |                     | 1                   | 1                   |
| Иван Ивашов             | Краб                                                                     |                     | 1                   | 1                   |
| Александр Югов          | Шнур                                                                     |                     | 1                   | 1                   |
| Матвей Астраханцев      | Ус                                                                       |                     | 1                   | 1                   |
| Валерий Скорокосов      | Симеон                                                                   |                     | 1                   | 1                   |
| Сергей Колбинцев        | Тихон                                                                    |                     | 1                   | 1                   |
| Вадим Гусев             | Александр                                                                |                     | 1                   | 1                   |
| Всего эпизодов          | Всего эпизодов                                                           | 8                   | 8                   | 16                  |

## Список сезонов
| Сезон | Сезон | Серии | Период трансляции              |
| ----- | ----- | ----- | ------------------------------ |
|       | 1     | 8     | 14 ноября 2019 — 3 января 2020 |
|       | 2     | 8     | 21 апреля — 2 июня 2022        |

### Сезон 1
| № серии | Описание серии | Премьера             |
| ------- | --- | -------------------- |
| 1       | Эпидемия неизвестного вируса поражает столицу. Сергей — папа, живущий на две семьи: у него есть бывшая жена Ирина с 9-летним сыном Антоном, и нынешняя жена Аня с сыном-подростком Мишей. Когда в Москве вводят чрезвычайное положение и военные начинают ликвидировать заражённых, Сергею не остается ничего другого, как попытаться вывезти бывшую жену и сына из Москвы.              | 14 ноября 2019       |
| 2       | Герои пытаются вырваться на машинах за пределы заражённой зоны, а по их следу идут мародёры, которые хотят отомстить за убитых товарищей. В дороге из выхлопной трубы Аниной машины начинает валить дым и автомобиль глохнет. Кому-то надо вернуться за тросом, чтобы дотащить машину до ближайшей заправки. Лёня вызывается помочь и едет обратно в посёлок, но по пути решает сбежать. | 21 ноября 2019       |
| 3       | У Сергея тяжёлое ножевое ранение. Все решают остановиться в первом попавшемся доме. Аня замечает на улице человека, это сосед Игорь. Аня просит у него нитки с иголкой, чтобы зашить рану Сергея, Игорь не отказывает в помощи. Кажется, опасность позади, но вскоре на Мишу кто-то нападает — его находят с раной на голове и без сознания.                                             | 28 ноября 2019       |
| 4       | В деревенской глуши героям случайно попадается навстречу настоящая «Скорая помощь» с врачом, который, кажется, знает, как можно вылечить вирус. Его зовут Павел, он везёт лекарства в Вытегру, где его ждут больные. Между Ириной и Павлом возникает симпатия, но их дороги расходятся — Павел должен ехать дальше, к больным. Однако вскоре им снова предстоит встретиться.             | 5 декабря 2019       |
| 5       | После спасения Павла герои торопятся уехать подальше от злополучного посёлка. Навстречу им попадается военная колонна с чистильщиками. Чистильщиков удаётся проскочить, однако вскоре обнаруживается страшный факт — Антона нет ни в одной из машин. Маленький мальчик остался там, в Вытегре. Выбора нет — надо срочно возвращаться назад.                                              | 12 / 20 декабря 2019 |
| 6       | Колонна машин продолжает свой путь. Ане становится всё хуже и хуже. Вдали виднеется дом — прокурорская дача. В доме Аню кладут в отдельную комнату — теперь это изолятор. Еды осталось мало, лекарств нет. Каждый проживает непростую ситуацию по-своему: Борис молится, Лёня принимает решение увезти Марину и Полину, Ира решает остаться с Сергеем.                                   | 20 декабря 2019      |
| 7       | Сергею и Ирине с Аней наконец-то удаётся добраться до Вонгозера. Посреди озера стоит старый корабль, переделанный под дом. Однако вскоре все понимают, что корабль вовсе не пустой — кто-то уже сделал его своим пристанищем. Тем временем Лёне удаётся найти в лесу сторожку. Лёне приходится запереть в подполе хозяйку дома, но этой же ночью и он, и его семья окажутся на её месте. | 27 декабря 2019      |
| 8       | Аня пытается справиться с потерей Миши. Ситуация усугубляется, когда дневник Ани попадает в руки Ирины и та понимает, кто такая Аня на самом деле. Лёня пытается спасти свою семью от обезумевшей хозяйки дома. Смогут ли две семьи вновь встретиться на Вонгозере? Будет ли эта встреча счастливой?                                                                                     | 3 января 2020        |

### Сезон 2
| № серии | Описание серии | Премьера       |
| ------- | --- | -------------- |
| 1 (9)   | Четверо молодых ребят — Тарас, Алёна, Эзис и Соня — совершенно не приспособленных к выживанию в апокалипсисе, изолируются от цивилизации в загородном доме в карельской глуши. Они находят в лесу Женю, дезертировавшего из отряда чистильщиков. У ребят кончаются запасы, начинаются перебои с водой и электричеством, а напряжение между ними нарастает. | 21 апреля 2022 |
| 2 (10)  | Герои первого сезона живут в заброшенной воинской части без патронов и еды. Сергей целыми днями сидит у костра, смотрит на пламя и думает о погибшей Ане. Миша тоже замкнулся в себе после смерти матери, а его личная жизнь с Полиной не ладится. Всё меняется, когда из глухого леса прибегает маленькая Настя. Обстоятельства в виде найденного Мишей дозиметра и огромного радиационного фона вынуждают героев спешно покинуть часть. | 21 апреля 2022 |
| 3 (11)  | Настя приводит героев в родную языческую общину, где никто не знает о вирусе и мировой эпидемии. Полина и Миша в порыве страсти занимаются сексом на капище. За это вождь общины приговаривает их к калечащему наказанию, но героям удается сбежать от сектантов, захватив с собой Настю. | 28 апреля 2022 |
| 4 (12)  | Герои присоединяются к группе под предводительством Жени и направляются в лагерь беженцев в Европе, но из-за конфликта им приходится разделиться. Женя с первой группой оказываются замурованы в пещере, но им удается спастись. Тарас, Алёна, Эзис и Соня добираются до границы первыми. На глазах у Жени все они погибают на минном поле. | 5 мая 2022     |
| 5 (13)  | Состояние Лёни ухудшается. На помощь героям приходит карельская знахарка Лакка. Антон ревнует маму к Насте и пытается отравить девочку травами. Герои вовремя замечают недомогание и спасают Настю, но беда не минует её. | 12 мая 2022    |
| 6 (14)  | Православный паломник Родион потерял семью от вируса на полпути к Соловецкому монастырю. От горя он сошёл с ума и остался жить в поезде, в котором они ехали. Родион принимает Настю за свою погибшую дочь. Антон с Мариной отправляются на поиски девочки. | 19 мая 2022    |
| 7 (15)  | Лакку посещает видение, и она просит героев срочно отправиться в путь. Выясняется, что поезд всё ещё на ходу, и герои решают ехать в Соловецкий монастырь к отцу Симеону. В поезд на полном ходу пробирается китаец Дэшень Линь. Он пытается спрятаться от группы российских военных, которые преследуют его. Те, заняв поезд, приказывают Жене, умеющему управлять составом, остановить его, однако выходит из строя тормозная система, а мост, через который проследует состав — взорван. Чудом им удаётся остановить последний вагон, однако Лёня не успевает запрыгнуть в него и погибает. | 26 мая 2022    |
| 8 (16)  | Герои вместе с военными добираются до исправительной колонии, где на них нападает группа бывших заключённых подростков. Жене и Дегтярёву удаётся их обезвредить. Добравшись до маяка на берегу Белого моря, герои подают сигнал жителям Соловецкого монастыря. Оказывается, что вирус добрался и до этой обители, но на помощь пришёл некий «Спаситель». У военных возникает конфликт с монахами, что выливается в бойню, в которой гибнут все военные, монахи и Антон, накрывший собой гранату, упавшую в трюм. Женя тяжело ранен. Лодка быстро тонет, но неподалёку от берега, и остальные монахи вытаскивают выживших на берег. В одном из них Ира узнаёт Павла — врача скорой помощи из первого сезона. Финал открытый. | 2 июня 2022    |

## Производство
Съёмки первого сезона проходили в 2018 году в Москве, Подмосковье и Архангельской области (в городе Онеге и посёлке Маложма Онежского района). Во втором сезоне многие карельские сцены, в отличие от первого сезона, снимались на территории самой Карелии.
Само Вонгозеро изобразила Онежская губа.
12 октября 2020 года продюсер сериала Евгений Никишов в интервью интернет-изданию Meduza и в прямом эфире Instagram РБК официально сообщил о продлении сериала на второй сезон, но заявил, что на книге-продолжении Вагнер «Живые люди» он основываться не будет. 25 марта 2021 года было объявлено о том, что режиссёром второго сезона стал Дмитрий Тюрин (Павел Костомаров отказался вновь занять пост режиссёра), а главным оператором — Роберт Саруханян (он был одним из второстепенных операторов первого сезона). Съёмки новых серий начались 6 апреля 2021 года и завершились в начале сентября, их премьера состоялась в 2022 году на видеосервисе Premier. К моменту начала съёмок второго сезона были написаны сценарии только шести серий из восьми. Когда режиссёром был выбран Дмитрий Тюрин, он забраковал эту версию сценария, из-за чего новый сценарий писался в процессе съёмок (на момент их начала полностью был написан сценарий только первой серии) и актёры не имели никакого представления о том, чем закончится второй сезон и кто из персонажей умрёт.
Сцены в пещере (12-я серия) снимались в Саблинских пещерах. Из-за узкого пространства там невозможно было разместить осветительные приборы, из-за чего многие сцены были сняты при естественном освещении: источниками света были огонь от костра и ручные фонарики, которые актёры держали в рамках сюжета.

## Показ и цензура
Изначально был смонтирован полнометражный фильм «Эпидемия. Вонгозеро» продолжительностью в 90 минут, чья премьера состоялась 21 апреля 2019 года в рамках 41-го Московского международного кинофестиваля.
Премьера сериала состоялась 14 ноября 2019 года на российской онлайн-платформе Premier, принадлежащей «Газпром-медиа». Новые серии выходили еженедельно по четвергам. Однако пятый эпизод телесериала, выпущенный 12 декабря, был удалён с платформы в ночь на 14 декабря, а показ оставшейся второй половины «Эпидемии» планировалось перенести на февраль 2020 года. Режиссёр Павел Костомаров рассказал, что для него перенос второй части сериала на следующий год стал сюрпризом. СМИ сообщили, что возможной причиной снятия с эфира «Эпидемии» могут быть показанные в пятой серии истребление «с карантинными целями» мирных граждан подразделениями ОМОН в провинциальном населённом пункте и ликвидация силовиков-«чистильщиков» группой сопротивления из местных жителей.
16 декабря промо-продюсер «ТНТ» Кристина Сникерс после удаления пятого эпизода сериала обрушилась с критикой на тему цензуры на российском телевидении.
18 декабря 2019 года директор «ТВ-3» и продюсер сериала Валерий Федорович на своей странице в Facebook официально сообщил о том, что 19 декабря 2019 года на онлайн-платформе Premier планируют возобновить показ, разместив 5-ю и 6-ю серии, однако в конце дня официально сообщили о переносе размещения серий на 1 день. 5-я и 6-я серии были выложены 20 декабря 2019 года.
По версии издания «Медуза», возобновить показ сериала помог министр культуры России Владимир Мединский. Согласно двум источникам издания, близким к министерству и трём собеседникам, близким к «ТНТ», Мединский связывался с главой «Газпром-медиа» Дмитрием Чернышенко и уточнял, что случилось с сериалом. По словам источников, у Мединского были «серьёзные совещания» с Чернышенко. После возобновления показа сериала в шестом эпизоде появился комментарий диктора, который уточняет, что расстрелом мирного населения занимаются не силовики и военные, а «представители незаконных вооруженных формирований». В «Газпром-медиа» отрицают прохождение переговоров с министерством культуры, а Мединский также опроверг причастность к возвращению сериала.
2 сентября 2020 года стало известно, что права на сериал приобрел сервис Netflix. «Эпидемию» перевели на 12 языков, показ сериала на платформе начался 7 октября под английским названием «To the lake» («К озеру»).

## Признание и награды
- 9 апреля 2019 года сериал «Эпидемия» был представлен на международном фестивале CanneSeries в Каннах (Франция) в рамках международного рынка телевизионного и цифрового контента MIPTV, став первым проектом из России, включённым в основной конкурс этого фестиваля[28].
- 21 апреля 2019 года полнометражный игровой фильм «Эпидемия. Вонгозеро» был представлен в основном конкурсе 41-го Московского международного кинофестиваля (ММКФ)[1][29].
- 23 июня 2019 года сериал стал обладателем специального диплома «За высочайшие достижение в жанровом кинематографе» 1-го российского фестиваля экранизаций «Читка» в Москве[30].
- 13 сентября 2019 года сериал был представлен на 43-м «Синепозиуме Международной ассоциации кинокомиссий (AFCI)» в Санкт-Петербурге[31].
- 11 февраля 2020 года сериал «Эпидемия» вошёл в шорт-лист VIII Премии Ассоциации продюсеров кино и телевидения (АПКиТ) в 15 номинациях[32][33]. Церемония награждения должна была состояться 24 марта 2020 года в Центре международной торговли в Москве, но была отменена в связи с пандемией новой коронавирусной инфекции (COVID-19), в соответствии с указом мэра Москвы Сергея Собянина. О своих дальнейших шагах — будет ли перенесено мероприятие или в ближайшее время раскрыт список лауреатов — АПКиТ объявит отдельным сообщением[34].
- 1 апреля 2020 года сериал вошёл в рейтинг Fresh TV Fiction швейцарской исследовательской компании The WIT, который выделяет наиболее заметные международные проекты[35].
- 7 октября 2020 года стартовал показ на платформе Netflix и сериал сразу попал в топ-10 лучших сериалов платформы, заняв 8-ю строчку[36]. 11 октября 2020 года вошёл в топ-5, заняв 4-ю строчку[37]. По данным источников «Коммерсанта», Netflix заплатил за права около $1,5 млн[38].
- 12 октября 2020 года американский писатель Стивен Кинг назвал сериал «чертовски хорошим»[39][40][41].

## Комментарии
1. ↑  в режиссёрской версии
2. ↑  Из интервью оператора-постановщика Роберта Саруханяна («Фильм о сериале», вышедший одновременно с заключительной серией второго сезона).